# ویلیام ان. روچ
ویلیام ان. روچ (به انگلیسی: William Nathaniel Roach) سناتور سابق عضو حزب دموکرات ایالات متحده آمریکا بود. وی در سال ۱۸۹۳ تا ۱۸۹۹ میلادی سناتور ایالت داکوتای شمالی در سنای ایالات متحده آمریکا بود.